# Bulbophyllum dewildei
Bulbophyllum dewildei är en orkidéart som beskrevs av Jaap J. Vermeulen. Bulbophyllum dewildei ingår i släktet Bulbophyllum och familjen orkidéer.
Artens utbredningsområde är Sumatera. Inga underarter finns listade i Catalogue of Life.